# چستر (داکوتای جنوبی)
چستر(به انگلیسی: Chester) شهری در ایالت داکوتای جنوبی کشور ایالات متحده آمریکا است که جمعیت آن در سرشماری سال ۲۰۱۰ میلادی، ۲۶۱ نفر بوده‌است.